# Melanargia gemellata
Melanargia gemellata är en fjärilsart som beskrevs av Costa 1922. Melanargia gemellata ingår i släktet Melanargia och familjen praktfjärilar. Inga underarter finns listade i Catalogue of Life.